# Governatorati dello Yemen

Governatorati dello Yemen

I governatorati dello Yemen (in arabo: muhāfaẓāt) sono la suddivisione territoriale di primo livello del Paese e sono pari a 21. Ciascuno di essi si articola ulteriormente in distretti, pari nel loro complesso a 333.

## Lista
| Localizzazione | Governatorato               | Capoluogo  | Popolazione (2004) | Superficie (km2) |
| -------------- | --------------------------- | ---------- | ------------------ | ---------------- |
|                | Governatorato di Abyan      | Zinjibar   | 433 819            | 16 450           |
|                | Governatorato di 'Adan      | Aden       | 589 419            | 760              |
|                | Governatorato di al-Bayda'  | al-Bayda'  | 577 369            | 9 270            |
|                | Governatorato di al-Dali'   | al-Dali'   | 470 564            | 4 000            |
|                | Governatorato di al-Hudayda | al-Hudayda | 2 157 552          | 13 250           |
|                | Governatorato di al-Jawf    | al-Jawf    | 443 797            | 39 500           |
|                | Governatorato di al-Mahra   | al-Ghayda  | 88 594             | 67 310           |
|                | Governatorato di al-Mahwit  | al-Mahwit  | 494 557            | 2 330            |
|                | Governatorato di 'Amran     | 'Amran     | 877 786            | 7 900            |
|                | Governatorato di Dhamar     | Dhamar     | 1 330 108          | 7 590            |
|                | Governatorato di Hadramawt  | Hadramawt  | 984 436            | 163 680          |
|                | Governatorato di Hajja      | Hajja      | 1 479 568          | 8 300            |
|                | Governatorato di Ibb        | Ibb        | 2 131 861          | 5 350            |
|                | Governatorato di Lahij      | Lahij      | 722 692            | 12 650           |
|                | Governatorato di Ma'rib     | Ma'rib     | 238 522            | 17 450           |
|                | Governatorato di Rayma      | Jabin      | 394 448            |                  |
|                | Governatorato di Sa'da      | Sa'da      | 695 033            | 12 370           |
|                | Governatorato di Sana'a     | Sana'a     | 2 667 049          | 14 230           |
|                | Governatorato di Shabwa     | Ataq       | 470 635            | 39 000           |
|                | Governatorato di Socotra    | Hadibu     | 44 120             | 3 600            |
|                | Governatorato di Ta'izz     | Ta'izz     | 2 393 425          | 10 010           |

## Evoluzione storica
- Nel 2000 Socotra e le isole circostanti passano dal governatorato di 'Adan al governatorato di Hadramawt.
- Nel 2004 si costituisce il governatorato di Rayma per scorporo dal governatorato di Sana'a.
- Nel 2013 si costituisce il governatorato di Socotra per scorporo dal governatorato di Hadramawt.